# Список серій мультсеріалу «My Little Pony: Дружба — це диво»/Огляд
| Сезон | Сезон              | Кількість серій    | Показ                              | Показ                                |
| Сезон | Сезон              | Кількість серій    | У США                              | В Україні                            |
| ----- | ------------------ | ------------------ | ---------------------------------- | ------------------------------------ |
|       | 1                  | 26                 | 10 жовтня 2010 — 6 травня 2011     | 28 січня 2013 — 21 лютого 2013       |
|       | 2                  | 26                 | 17 вересня 2011 — 21 квітня 2012   | 1 липня 2013 — 25 липня 2013         |
|       | 3                  | 13                 | 10 листопада 2012 — 16 лютого 2013 | 16 вересня 2013 — 28 вересня 2013    |
|       | 4                  | 26                 | 23 листопада 2013 — 10 травня 2014 | 27 серпня 2014 — 21 вересня 2014     |
|       | 5                  | 26                 | 4 квітня 2015 — 28 листопада 2015  | 19 листопада 2015 — 24 грудня 2015   |
|       | 6                  | 26                 | 26 березня 2016 — 22 жовтня 2016   | 12 жовтня 2016 — 16 листопада 2016   |
|       | 7                  | 26                 | 15 квітня 2017 — 28 жовтня 2017    | 16 листопада 2017 — 11 грудня 2017   |
|       | Фільм              | Фільм              | 6 жовтня 2017                      | 12 жовтня 2017                       |
|       | 8                  | 26                 | 24 березня 2018 — 13 жовтня 2018   | 1 листопада 2018 — 26 листопада 2018 |
|       | Різдвяний випуск   | Різдвяний випуск   | 27 жовтня 2018                     | 25 грудня 2018                       |
|       | 9                  | 26                 | 6 квітня 2019 — 12 жовтня 2019     | 31 серпня 2019 — 25 вересня 2019     |
|       | Спеціальний випуск | Спеціальний випуск | 29 червня 2019                     | 24 серпня 2019                       |